# Black Mountains (Wales)

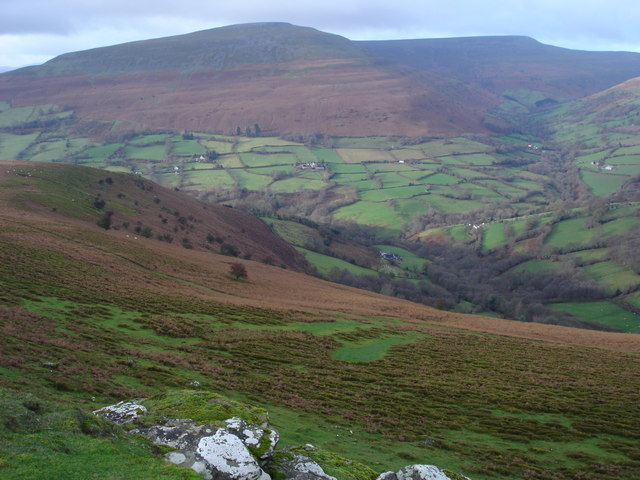
Vrcholy Pen Cerrig-calch a Pen Allt-mawr

Black Mountains (velšsky Y Mynyddoedd Duon) je skupina kopců sahající přes části hrabství Powys po Monmouthshire v jihovýchodním Walesu a pokračuje přes velšsko-anglické hranice k Herefordshire. Je to východní oblast národního parku Brecon Beacons. V západní části národního parku leží pohoří Black Mountain, které je s touto oblastí zaměňováno. Nejvyšším vrcholem oblasti je Waun Fach (811 m n. m.).